# Fred Hoiberg
Fredrick Hoiberg (né le 15 octobre 1972 à Lincoln, Nebraska) est un joueur puis entraîneur américain de basket-ball.

## Carrière au lycée et à l'université
Hoiberg, athlète polyvalent, est le quarterback de l'équipe de football américain et capitaine de l'équipe de basket-ball du lycée de sa ville à Ames, Iowa. Il mène l'équipe de basket-ball au titre de champion de l'État en 1991. La saison suivante, il rejoint les Cyclones de l'université d'État de l'Iowa. Il joue trois saisons sous les ordres de l'entraîneur Johnny Orr (en), puis une saison avec son successeur Tim Floyd. Hoiberg est nommé dans la First-Team All-Big Eight selection, premier cinq de la Big Eight Conference en 1995.

## Carrière professionnelle
Il est sélectionné au 52e rang par les Pacers de l'Indiana lors de la draft 1995. En 1999, après quatre années avec les Pacers, il signe en tant que free agent avec les Bulls de Chicago, dirigés alors par Tim Floyd, avec qui il reste quatre ans. Le 28 juillet 2003, Hoiberg rejoint les Timberwolves du Minnesota, dans un rôle de spécialiste du tir à trois points.
En 2005, Hoiberg est devenu le premier joueur de l'histoire de la NBA à être le leader de la ligue au pourcentage au tir à trois points et à ne pas être invité au concours du Three-point Shootout du NBA All-Star Game.

## Carrière d'entraîneur
Hoiberg est opéré en juin 2005 du cœur. L'opération est réussie, mais après un bref retour sur les parquets, il met un terme à sa carrière de joueur en 2005. Hoiberg rejoint alors le staff technique des Timberwolves du Minnesota. Le 17 avril 2006, Hoiberg annonce qu'il arrête sa carrière d'entraîneur pour rejoindre l'équipe dirigeante des Timberwolves.
Le 27 avril 2010, il est nommé entraîneur des Cyclones d'Iowa State en remplacement de Greg McDermott (en) (père de Doug McDermott) et devient le 19e entraîneur de l'université.

### Bulls de Chicago
Le 2 juin 2015 il est nommé entraîneur principal des Bulls de Chicago, il remplace Tom Thibodeau qui était en poste depuis 2010.
Le 3 décembre 2018, il est licencié par les Bulls de Chicago, franchise avec laquelle il aura gagné 115 rencontres et perdu 155 matches en tant qu'entraîneur.